# Tveta distrikt, Södermanland
Tveta distrikt är ett distrikt i Södertälje kommun och Stockholms län. 
Distriktet ligger söder om Södertälje.

## Tidigare administrativ tillhörighet
Distriktet inrättades 2016 och utgörs av en del av området Södertälje stad omfattade till 1971, delen som före 1963 utgjorde socknen Tveta.
Området motsvarar den omfattning Tveta församling hade vid årsskiftet 1999/2000.